# 니조 후지코
니죠 후지코/토우시(일본어: 二条 藤子 にじょう ふじこ/とうし[*])는 가마쿠라 시대 후기부터 난보쿠초 시대에 걸쳐 살은 여관이자 가인이다. 가성 후지와라노 사다이에 적계 자손으로, 니죠파 당주의 니죠 타메사다의 여동생이다. 고다이고 천황의 중궁 사이온지 키시의 중궁 선지 (필두뇨보)이다. 또한 고다이고 천황의 후궁이 되어, 남조 정서대장군의 카네요시 친왕을 낳았다. 카네요시 친왕은 명나라에서 일본 국왕으로 책봉되었기 때문에, 후지코는 명나라 역사에 있어서는 일본의 국모이기도 하다. 『속천재와카집(続千載和歌集)』 이하의 칙찬 와카집에 8수가 입집하였다.
니죠 후지코는 13세기 말, 귀족 가인인 니죠 타메미치의 딸로 태어났지만, 아버지가 요절하였다. 점점 커가면서, 쇼와 5년 (1316년)부터 분포 2년 (1318년)경까지, 관백 니죠 미치히라를 뇨보 (상급여성 고용인)으로서 모셨다. 겐오 원년 (1319년), 중궁에 책립된 사이온지 키시의 선지로 발탁되었다. 중궁 선지란, 중궁을 모시는 "궁의 뇨보"를 이끄는 최고위직으로, 이른바 중궁의 제 1비서라 할 수 있는 심복으로, 천황을 모시는 "카미노뇨보"의 장인 텐지 (여관장)에 거의 해당하는 직책을 갖고 있으며, 가격, 지성, 실무, 교양 모두 걸출한 여성만을 뽑았다. 이 무렵 후지코는, 여성 관료로서 최고위 중 하나에 올랐을 뿐만 아니라, 겐오 2년 (1320년)에 천황에게 올라간 『속천재와카집(続千載和歌集)』에 1수가 입집해 칙찬 가인이 되었다.
후지코는 니죠파의 대가인으로, 고다이고가 친왕 시절의 정비인 니죠 타메코와는 조카뻘이다. 요절해버렸기 때문인지, 고다이고에게 중궁 키시 및 동료이자 중궁 나이시인 아노 렌시에 이은 총애를 받았다. 겐토쿠 원년 (1329년) 경, 후지코는 고다이고와의 사이에서 카네요시 친왕을 낳았다. 또, 중궁의 관료인 선지이면서 정식 비인 뇨고 (중궁의 다음 계급) 상당의 위계인 종3위에 올랐다. 고다이고와 가마쿠라 막부와의 싸움인 겐코의 난 (1331년 - 1333년)이 시작되고, 겐코 2년/쇼쿄 원년 (1322년)에 고다이고가 오키에 유배되자, 주군인 키시와 마찬가지로, 출가하고 불문에 들어갔다. 난보쿠초 내란 (1336년 - 1392년)이 시작되자, 엔겐 3년/랴쿠오 원년 (1338년), 황자 카네요시는 추정 10세의 나이에 정서대장군에 봉해져 규슈로 출정했다. 이것이 모자의 영원한 이별이 되었다. 무로마치 막부의 내분인 간노의 소란 속에서 쇼헤이 6년/간노 2년 (1351년) 봄에 후지코는 병으로 세는 나이 52세 이상으로 사망했다.
인자하고 마음씨 착한 인물로, 죽음의 끝에서 읊은 사세구까지 규슈에서 싸우는 아들의 몸을 계속 걱정하는 우타였다. 아들인 카네요시 또한, 어린 나이에 헤어진 부모를 계속 사모하여 명복을 빌고, 종종 사경 등의 봉납을 올렸다. 카네요시의 생존을 확인할 수 있는 현존하는 마지막 사료는, 카네요시이 후지코의 31회기를 위해 봉납한 보물인탑이다. 후지코와 고다이고의 영패는 카네요시의 보리사인 구마모토현 야츠시로시 고신지에 설치돼, 부모자식인 세명이 모두 공양을 받고 있다.

## 같이 보기
- 호닌 법친왕 - 15세기 초기에 성립한 『본조황윤소운록(本朝皇胤紹運録)』와 그 이후의 문헌에서는 카네요시 친왕의 동복형제로 여겨진다.